# Hemiteles hirsuta
Hemiteles hirsuta là một loài tò vò trong họ Ichneumonidae.